# Asayish (Rojava)
Les Asayîş o forces de seguretat kurdes (àrab: الأسايش, Kurds per la seguretat) és la policia local dels cantons autònoms dins de la Federació del nord de Síria - Rojava. Format durant les primeres etapes de la guerra civil de Síria, inicialment actuava a les zones controlades pel Comitè Suprem Kurd.

## Estructura
Segons la Constitució de Rojava, la policia és competència dels cantons. Les forces Asayish es componen de 26 agències oficials que tenen com a objectiu garantir la seguretat i solucionar els problemes socials.
Les principals unitats de les Asayish en són sis: Administració dels punts de control (checkpoints), les Forces Antiterroristes (kurd: Hêzên Antî-Teror, abreviació: HAT) la Direcció d'Intel·ligència, la Direcció Contra el Crim Organitzat, la Direcció de Trànsit i la Direcció del Tresor.
Actualment hi ha 218 centres per les Asayish i 385 punts de control amb 10 membres en cada un. 105 oficines Asayish proporcionen seguretat contra Estat Islàmic. Les ciutats més grans tenen direccions generals que són responsables de tots els aspectes en matèria de seguretat, inclosos els controls de carretera. Cada cantó té un comando HAT i cada centre de les forces de seguretat s'organitza de forma autònoma.

## La igualtat de gènere
Igual que en altres institucions de Rojava, les forces de seguretat kurdes s'esforcen per a una societat igualitària en qüestió de gènere. S'estima que un 25% dels membres de les Asayish són dones, i les organitzacions cantonals estan copresidides per un home i una dona. A més de protegir la població civil d'atacs armats, han creat una unitat especial únicament formada per dones que es dedica a tractar la violència de gènere, les disputes familiars entre les dones i la seva protecció durant les protestes i celebracions públiques. El seu objectiu és tenir cura de tots els casos en què una dona està involucrada, des de violència de gènere (com a víctima) fins a un atracament a un banc (com a criminal).
Les membres femenines pateixen d'un risc addicional que són els atacs islamistes radicals en que són objectiu pel fet de ser dones. No obstant això, unir-s'hi es percep com un acte d'alliberament personal i social en un entorn extremadament patriarcal, ja siguin àrabs o kurds.

## Ciutadà-policia
A Rojava, les Forces de Defensa Civil (HPC) i les Forces d'Autodefensa cantonals (HXP) també són garants de la seguretat a nivell local. Al Cantó de Cizîrê, les Asayish es complementen amb la policia assíria Sutoro, que s'organitza en totes les àrees amb població assíria, proporcionant seguretat i solucions als problemes socials tot coordinant-se amb les unitats d'Asayish.
El govern Rojava està treballant per proporcionar a tots els ciutadans un entrenament  com el de les forces de seguretat. L'objectiu és que una vegada els ciutadans hagin estan entrenats, la seguretat del territori podrà mantenir-se entre els propis ciutadans i les forces de seguretat es podran dissoldre.

## Entrenament
A més de l'ús de les armes, els membres Asayish també són entrenats en camps com "la mediació, l'ètica, la història del Kurdistan, l'imperialisme, la guerra psicològica de la cultura popular i la importància de l'educació i l'autocrítica".